# Eriococcus gerbergi
Eriococcus gerbergi är en insektsart som beskrevs av Mcdaniel 1959. Eriococcus gerbergi ingår i släktet Eriococcus och familjen filtsköldlöss. Inga underarter finns listade i Catalogue of Life.